# Mōtsū-ji
Mōtsū-ji (毛越寺) es un templo budista de la rama Tendai en Hiraizumi y que se encuentra en la zona histórica que la rodea contiene las ruinas de dos templos más antiguos, Enryu-ji (圆 隆 寺) y Kasho-ji (嘉祥 寺) en un Jodo (Tierra Pura) de jardín . El templo actual fue construido en el siglo XVIII y no guarda relación con los templos antiguos que alguna vez estuvieron aquí. En junio de 2011, Mōtsū-ji fue incluido por la Unesco como Patrimonio de la Humanidad bajo la denominación de "Monumentos históricos de Hiraizumi".
Anterior al siglo XII, la zona era conocida al parecer como Mōtsū o Kegosu por ser una lectura alternativa de los caracteres chinos 毛 越. De estos caracteres "pelo" y "límite" y se refieren a la frontera entre el Japón y la gente de los "pelos" o más allá de Emishi. En otras palabras, esto fue en un tiempo el límite norte de Japón.
A mediados del siglo XII, Fujiwara no Motohira, el segundo señor del Norte de Fujiwara, construyó aquí un templo llamado Enryu-ji. También existe la posibilidad de que el padre de Motohira de Fujiwara no Kiyohira construido un antes Enryu-ji en este sitio antes de su muerte en 1128. Si es así, se supone que este templo original fue consumido por el fuego poco después de su finalización en la guerra de sucesión entre Motohira y su Koretsune hermano. El templo construido por Motohira alrededor de 1150 habría sido entonces una copia del templo de su padre.

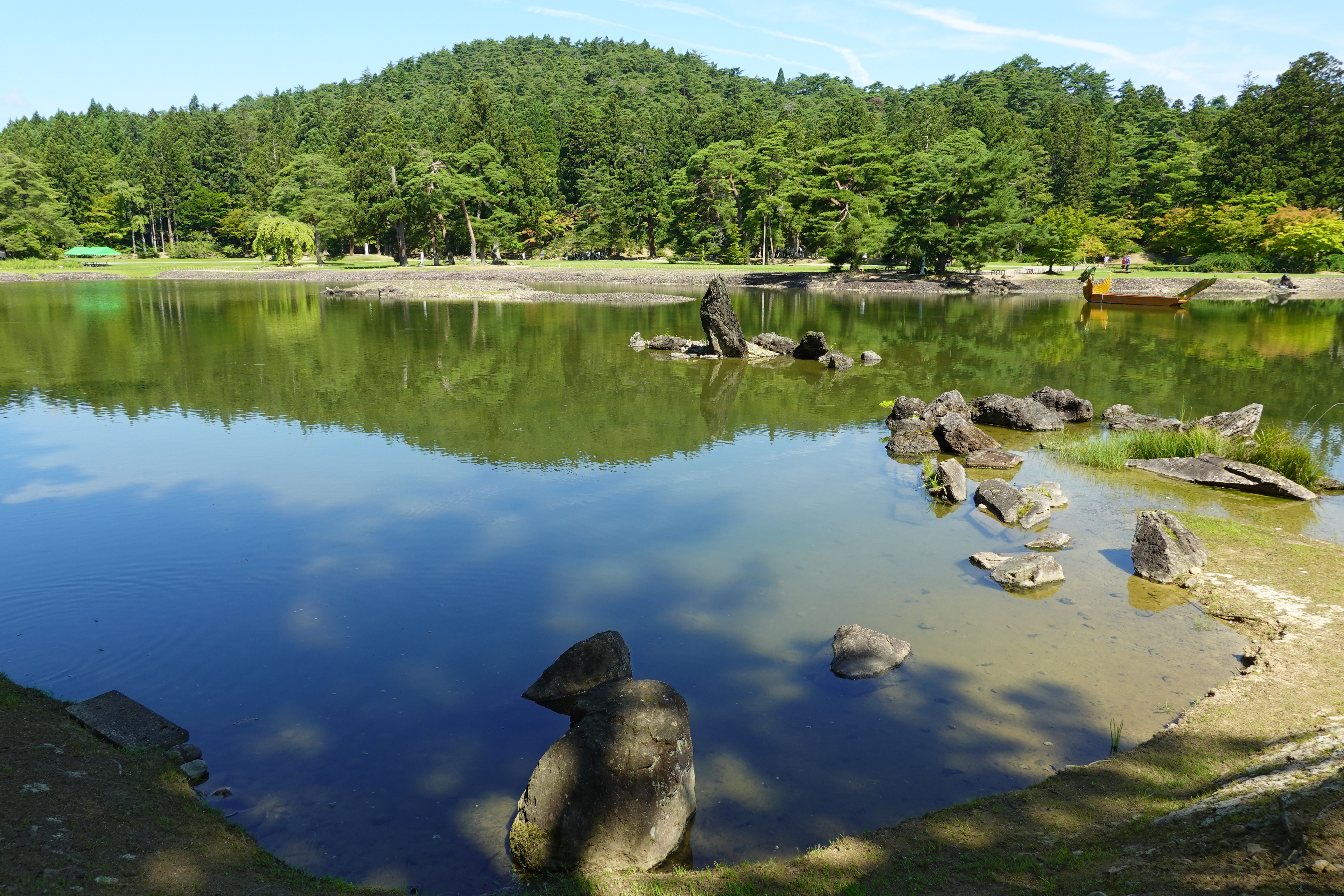
El lago frente a Enryū-ji llamado Ōizumi-ga-ike. Las rocas están dispuestas así para representar la costa rocosa de Iwate. El único árbol de cerezo marca la ubicación de la torre de Enryū-ji.

Motohira de Enryu-ji, debe haber sido espectacular en todos los sentidos. La sala principal contenía una monumental estatua de Yakushi, el Buda de la Sanación, con monumentales estatuas de los Doce Generales Divinos (Juni Shinsho). Habían sido esculpida por Unkei con ojos de cristal, una innovación en ese momento. La misma sala fue pintada y decorada con brillantes maderas preciosas, oro, plata y joyas. El templo principal estaba rodeado de otros edificios, incluyendo una sala de conferencias, una sala de circunvalación, una puerta principal de dos plantas, un campanario y un repositorio de sutra. El cartel del templo fue escrito por Fujiwara no Tadamichi (藤原 忠 通), y las hojas de poema ornamentales de Fujiwara no Norinaga.
Una vez Enryu-ji se completó Motohira ordenó una copia exacta que se construiría al lado de éste, llamado Kasho-ji. Él no vivió para verlo terminado. Su hijo y heredero, Hidehira, llevada a cabo esa tarea. Kasho-ji, también contenía una monumental estatua de Yakushi, pero las paredes estaban decoradas con pinturas que ilustran el Sutra del Loto.
En el apogeo de su gloria Mōtsū-ji se dice que tenía 40 pagodas y 500 monasterios. Pero todo fue quemado en noviembre de 1226 y nunca se reconstruyó.
Hoy en día el estanque se conserva tanto como lo fue hace 800 años, pero ninguno de los edificios originales existen en la actualidad, ni se han reconstruido. El nuevo Mōtsū-ji se encuentra en frente del lugar del siglo XII entre lo que solía ser la calle Kuramachi. Ahora, hay hermosas plantaciones de cerezos, lirios, lotos, el trébol arbusto y arces. Varios festivales se celebran durante todo el año. La admisión es de 500 yenes para los adultos. Directamente al este, a través del paso fronterizo la esposa Motohira construyó Kanjizaiō-in.

## Eventos anuales

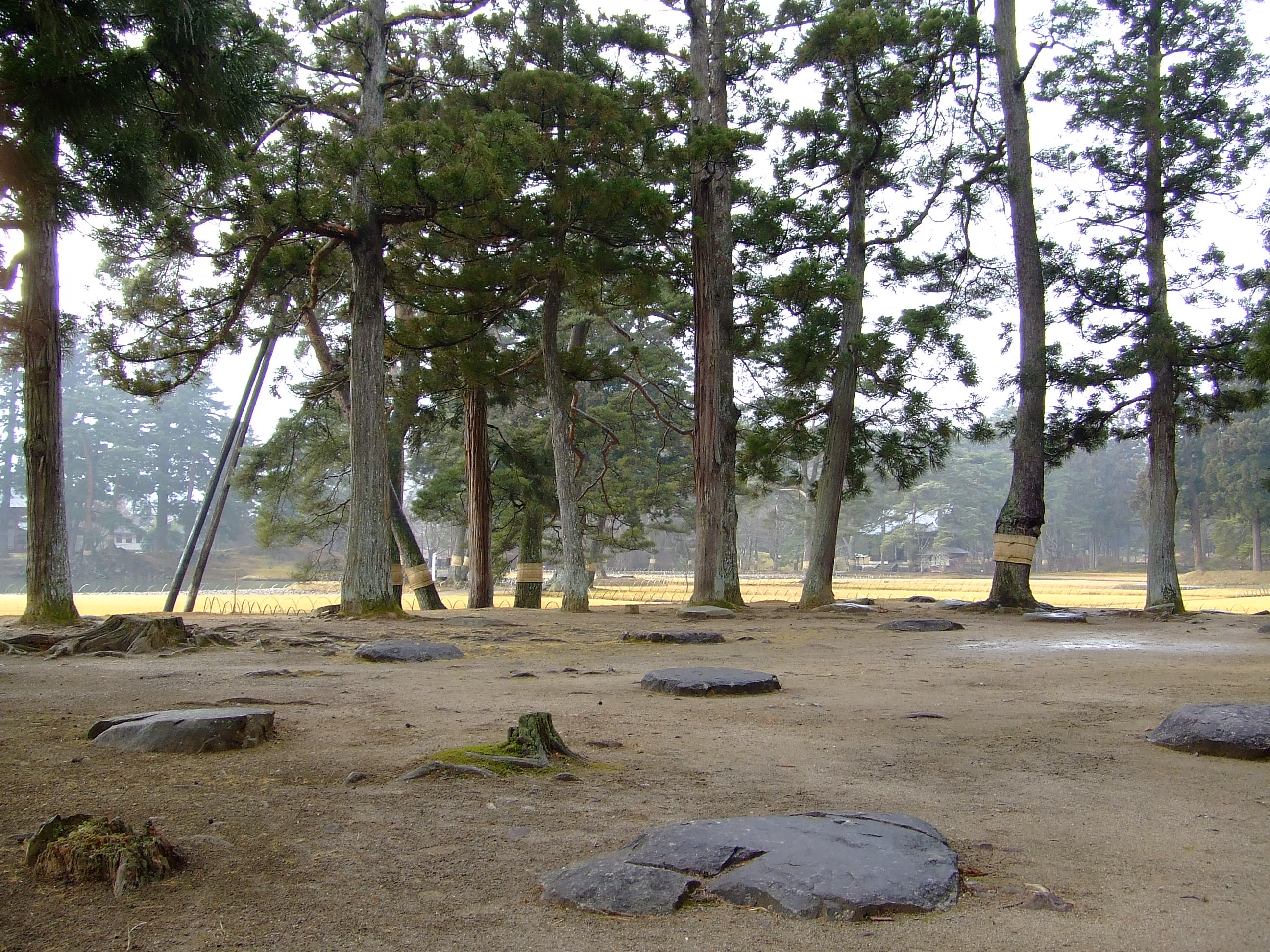
Ruinas del templo Enryū-ji.

- 20 de enero: El Festival Nocturno Jogyodo y la danza Ennen no Mai
- 1 al 5 de mayo: Festival de Primavera de Fujiwara y la danza Ennen no Mai
- 20 de junio: Ayame Matsuri o Festival Iris
- 16 de agosto: Daimonji Matsuri o Festival del Buen Fuego
- 15 al 30 de septiembre:  Hagi Matsuri o Festival japonés del matorral de tréboles
- 1 al 3 de noviembre: Festival de Otoño de Fujiwara y la danza Ennen no Mai